# Тартес
Тарте́с (на латински: Tartessus; на испански: Tartessos) е древен град-държава съществувал на ограничена територия в Южна Испания през първото хилядолетие пр.н.е. Основан е според легендата от тартесийците - етруски от морските народи от Мала Азия, а според другата алтернативна версия е дело на местните иберийски племена турдетани и турдули, които си взаимодействали в тясно сътрудничество на тази територия с първата финикийска колония - Гадес.
Разположен в близост до мините за сребро, мед и олово в планината Сиера Морена, в продължение на хилядолетие и половина Тартес и главен посредник при износа на калай от Британия и при снабдяването с бронз на цялото Средиземноморие. Руфий Фест Авиен ни известява от 4 век, че било обичайно жителите на Тартес да търгуват в пределите на „Естримнид“ [Британските острови].

## Антични сведения
Съхранилите се сведения за града не са много. Точното местоположение на древния град все още не е точно установено, но със сигурност това е долното течение на река Бетис, съвременна Гуадалкивир.
Според Библията, цар Соломон e търгувал със сребро и злато с Тартес, която търговия продължила някъде докъм VIII век пр.н.е. За полумитичния тартески владетел, или „мъжът от сребро“ (условно означаван като Аргантоний 2), за многобройните му стада, богатите му медни мини, щедрите му реколти от грозде и маслини и за кръглите му кораби, които достигнали бреговете на Британия, пишат много антични автори - Херодот, Посидоний и др. Страбон предава, че жителите на Тартес са имали писмена поезия и проза и закони в стихотворна форма още преди шест хилядолетия.

## Съвременни сведения
Съвременната историческа наука приема, че Тартес е основан не по-късно от 1100 г. пр.н.е. (което отговаря на хипотезата за основаването му от етруските, които са морски народи) и с течение на времето става център на федерация от племена заемащи територията на днешните Андалусия и Мурсия.

## Държавно и политическо устройство
Властта в Тартес принадлежала на цар (най-известния от които е Аргантоний, който по свидетелствата на Херодот е управлявал от 630 г. пр.н.е. до 550 г. пр.н.е.). Впоследствие Тартес встъпва в алианс с елините, а след поражението на последните в битката при Алалия е унищожен от пуните (около 539 г. пр.н.е.  или 535 г. пр.н.е.).

## Археология и материална култура
Повечето археолози са на мнение, че тартеската култура е продължение на културата на бронзовата епоха в югозападна Иберия. Някакво влияние върху Тартес би могла да е оказала и културата Ел-Аргар, локализирана в югоизточния край на Пиренейския полуостров от/през 2-рото хилядолетие пр.н.е.

## Език и писменост
Тартеският език е известен по многобройните топоними, а също така и от текстове. Той е изолиран, и връзката му с други древни езици не е установена и изяснена. В този смисъл може с висока степен на достоверност да се твърди, че същият не е в родствена връзка с останалите ни известни палеоиспански езици, в това число и с иберийския.
За запис на писмени текстове, тартесийците са измислили палеоиспанската азбука (възможно, но съвсем несигурно е същевременно, тази писменост да произлиза от финикийската, защото ако това е така, то тя е изменена или променена до неузнаваемост), която по-късно е била заимствана от иберите. Тартеската писменост е разшифрована през 30-те години на 20 век от Мануел Гомес-Морено. На тартеските монети от късния период надписите са на латинска азбука в нейния нумидийски вариант.

## Тартес и Таршиш
Историците от 19-20 век отъждествявали Тартес с библейския град Тарсис, откъдето цар Соломон внасял богато стоки и товари. Днес тази аналогия все повече се отхвърля, понеже артефактите в библейските земи сочат за сходство със съвременни им образци от Индия, последните с локализация от района на древната Индска цивилизация, т.е. от обратната на Тартес посока.

## В съвременната масова култура
Липсата на достоверни исторически сведения за Тартес придава на градът-държава полулегендарен характер. В този план, редица изследователи и особено писатели-научни фантасти (в частност съветски такива), пропагандират идеята, че Тартес е колония на легендарната Атлантида, която се намирала на запад от края на представите за света през античността.